# Alicia Aller
Alicia Aller (ur. 11 listopada 1940 roku w Rosario – 9 grudnia 2008 roku w Buenos Aires) – argentyńska aktorka filmowa i teatralna.

## Kariera
We wczesnym dzieciństwie przeniosła się z matką i braćmi z rodzinnego Rosario do Buenos Aires. Mieszkali tam w niższej klasy kamienicy. Studiowała teatrologię. Jej kariera rozpoczęła się na początku lat siedemdziesiątych kiedy ukończyła National Conservatory of Dramat Art w Buenos Aires. W polskiej telewizji jest najbardziej znana z roli oschłej Marchelli, matki Angeliny w Stellinie (remake Luz Marii).

## Życie prywatne
Miała dwie córki: Elonorę i Eleonorę Marię Eugenię oraz czworo wnuków: Friedricka, Martiniano, Francisco i Valentino.
W późnych latach musiała pracować jako taksówkarz w Buenos Aires.
Zmarła 9 grudnia 2008 roku na raka którego wykryto u niej kilka lat wcześniej. Skremowane ciało zostało pochowane na cmentarzu Chacarita w Buenos Aires.